# 伊奈正高
伊奈 正高（いな まさたか、1969年6月23日 - ）は、NHKの元シニアアナウンサー、プロデューサー。

## 人物
海城高等学校を経て上智大学卒業後、1993年入局。

## 担当番組・業務
☆は担当中。
山形放送局時代
- 山形県のニュース・中継・リポート
- スポーツ中継

大津放送局時代
- 滋賀県のニュース・中継・リポート
- スポーツ中継

松山放送局時代（1度目）
- 四国羅針盤（キャスター）
- えひめ845（不定期）
- 愛媛県・四国地方のニュース
- スポーツ中継

東京アナウンス室時代
- あぁ!言い違いすれ違い（リポーター）
- NHKニュースおはよう日本（リポーター、2012年6月 - 2013年6月）
- Nスペ5min.（ナレーション・2013年5月11日）

松江放送局時代
- おはよう島根 キャスター（祝日を除く水曜 - 金曜・2013年6月19日 - 7月31日）
- しまねっとNEWS610（編集責任者・山口寛明のキャスター代行など）
- しまねっと845（不定期）
- 島根県のニュース
- ひるまえ直送便・島根（編集責任者）
- 放送部副部長（アナウンス統括）
- 松江放送局制作番組の編集責任者

福岡放送局時代
- 主にデスク業務
- おはよう九州沖縄（不定期）
- マイあさラジオ九州沖縄（不定期）
- 福岡県・九州沖縄のニュース
- はっけんラジオ（不定期）
- ニュース845福岡（不定期）

ラジオセンター時代（2度目）
- チーフプロデューサー業務

松山放送局時代（2度目）
- 愛媛県・四国地方のニュース
- アナウンス専任部長→アナウンスグループ統括・部長級
- ひめポン!845（不定期）
- ひめポン!645（不定期）
- おはよう四国（平日・不定期）
- 松山放送局制作番組の編集責任者
- 台風6号関連特設ニュース（2023年8月10日・全国放送） - 松山放送局より四国地方の災害状況を伝えた[注釈 1]

ラジオセンター時代（3度目）
- ☆チーフプロデューサー業務